# Virei
Virei – miasto w Angoli, w prowincji Namibe.